# Historia del monoteísmo
La historia del monoteísmo (monoteísmo del griego:μόνος ‘solo’, θέος ‘Dios’) trata sobre la evolución de la creencia de la existencia de una deidad o ente supremo. Este concepto de deidad, aparece en general como derivación del politeísmo, que tras pasar por un periodo de monolatrismo da lugar al monoteísmo. La historia ha registrado que esta nueva filosofía es un proceso lento y por lo general ha sido promulgado por líderes para expandir sus tradiciones, ligándolas a nuevas culturas (sincretismo), siendo ellos mismos los escogidos por la divinidad. Finalmente, la única deidad, suele ser una compilación de deidades de diferentes pueblos.
El caso que parece ser la excepción fue Akenatón. Él pensaba que su padre era el dios solar Atón que se comunicaba con Egipto a través suyo (profeta). Luego de ser proclamado faraón (1348 a. C.) abandonó su ciudad natal y en el año quinto de su reinado fundó una ciudad siguiendo las instrucciones de Atón, elevando a su dios sobre las demás deidades. En el año noveno de su reinado, Akenatón declaró que Atón no solo era un dios superior, sino el único.
Aunque el atonismo cayó casi al tiempo de su reinado, en tan solo 9 años Egipto saltó de una cultura milenaria politeísta al monoteísmo estricto. En aquel tiempo, Akenatón fue tildado de loco y hereje, enfrentándose a las tradiciones y a la verdad de su época que todos daban por sentada, pero 3000 años después, sería el concepto más extendido y el más poderoso en cuanto a deidad se refiere.

## Egipto

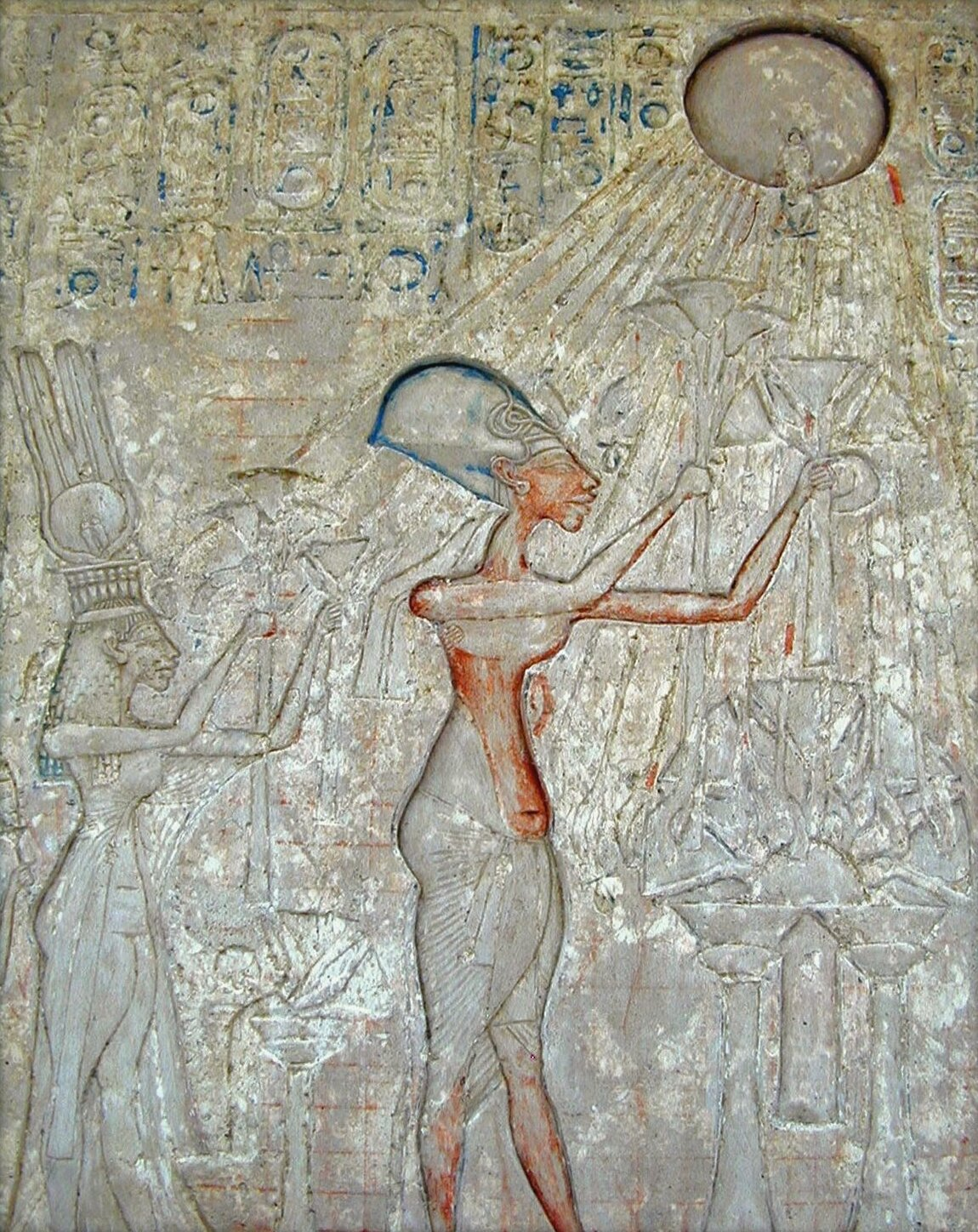
Akenatón y su familia adoran a Atón

La primera mención que se conoce del monoteísmo se presenta durante el reinado del faraón Akenatón en el 1348 a. C. quien lideró y promovió el culto al dios Atón en el antiguo Egipto.

Cuántas son tus obras,

Aunque ocultas a la vista,

¡Oh Dios único fuera del cual no hay nadie!.
Fragmento del texto Himno a Atón 

Fundó una ciudad a la que llamó Aketatón «el horizonte de atón», donde llevó a vivir a sus seguidores y allí trasladó la capital, Aketatón era por tanto el centro espiritual y político de Egipto. Ese nuevo sistema de creencias eliminó una tradición milenaria polisteísta que contaba con más de 2000 divinidades junto con sus respectivos templos. Los dioses en formas animales y humanas fueron reemplazados por un único dios abstracto, el sol omnipresente que ilumina con sus rayos y cuya luz carece de forma. Akenatón ordenó la destrucción de las figuras conmemorativas de los viejos dioses y el abandono de los templos, por lo cual, a su caída, fue llamado el «faraón herético».
Alfonso Ropero señala que en su obra «Ancient History of the Near East» (1936), Henry R. H. Hall afirmó que los cambios impuestos por Akenatón fueron "el desarrollo más alto de las ideas religiosas antes de los profetas hebreos".

## Subcontinente indio
Una posible inclinación hacia el monoteísmo surgió durante el período védico en la Edad del Hierro al sur de Asia. En el Rigveda se exhiben nociones filosóficas de monismo describiendo al Brahman (primera causa de todo cambio), particularmente el Mandala 10 (quizá en el 1100 aC) hace referencia a un ser supremo, Dhātar, el gran creador no creado.

los dioses también pueden no saber, ya que vinieron después de la creación. ¡Y tal vez el supervisor de la creación en el cielo más alto lo sabe, o tal vez incluso él no lo sabe!
Nasadiya-sukta

### Shivaísmo

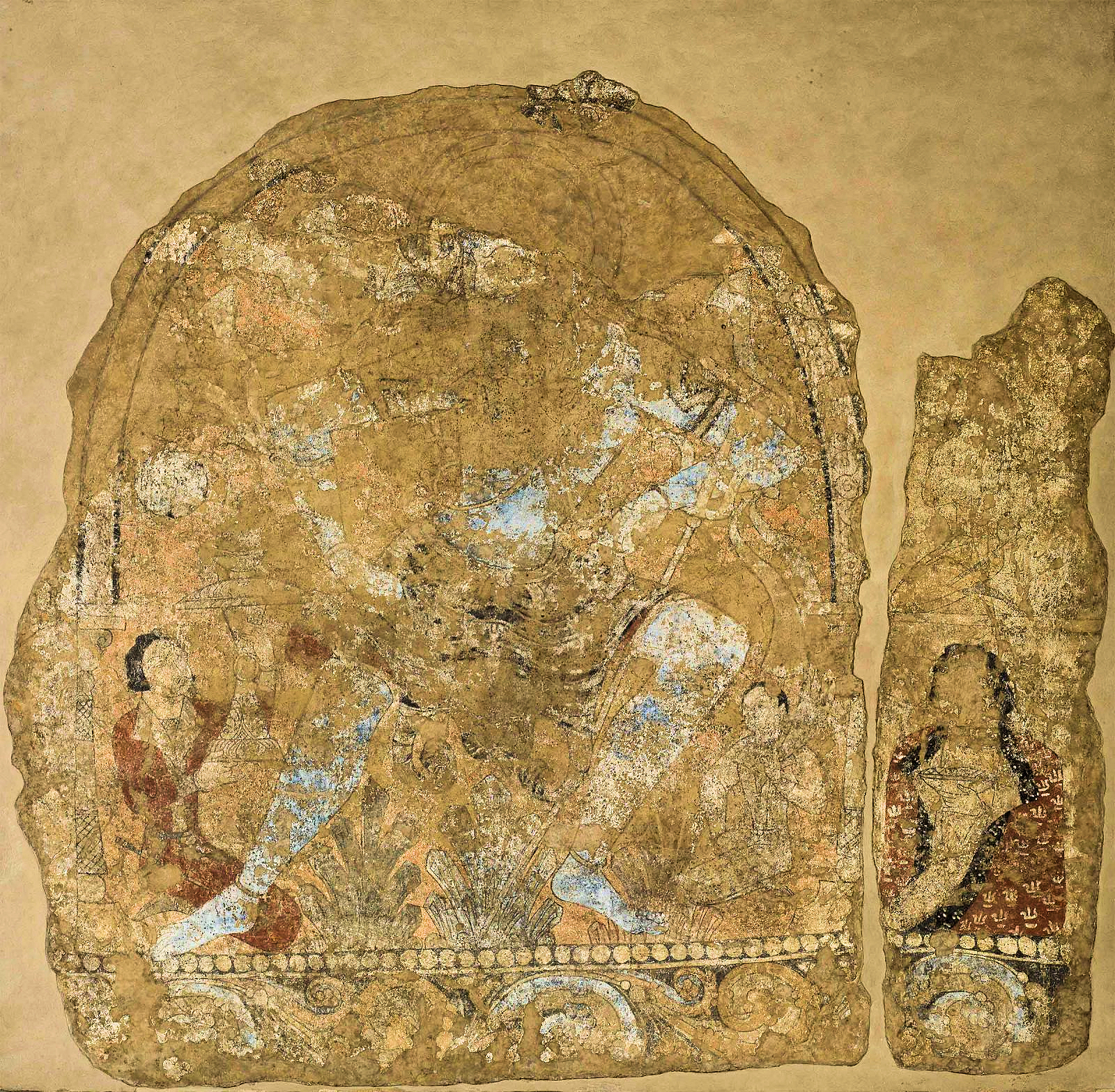
Shiva con el trisula (tridente), Asia central, siglos - en el Museo del Hermitage

El Shivaísmo es una de las principales tradiciones dentro del Hinduismo que venera a Shiva (शिव -el que auspicia-) como Ser Supremo. Los shivaístas conforman uno de los grupo más numerosos que creen en Shiva, adorado como creador y destructor de mundos, dios supremo sobre todos. Los shivaístas tienen muchas tradiciones específicas que van desde el teísmo dualista devocional hasta el no-teísmo monista orientado al yoga, como el shivaísmo de Cachemira. Su teología reposa en los Vedas, y Āgama.
El shivaísmo tiene raíces antiguas, rastreables en la literatura védica del milenio II a. C. El texto antiguo shivaísta data de finales del primer milenio a. C., pero su interpretación como texto sagrado teísta o monoteísta es discutida. Es en los primeros siglos de la era común, donde aparece evidencia clara en el Shaivismo Pāśupata (escuela hindú shivaista que significa; Señor/gobernante, quien es la causa del universo). Tanto el shaivismo dualista como el monista se hicieron populares en el primer milenio, convirtiéndose rápidamente en la tradición religiosa dominante de muchos reinos hindúes. Llegó al sudeste asiático poco después, lo que llevó a la construcción de miles de templos Shaiva en las islas de Indonesia, así como en Camboya y Vietnam, co-evolucionando con el budismo en estas regiones. 
En la era contemporánea, el shivaísmo es uno de los principales aspectos del hinduismo. y una de las tradiciones más importantes de la misma.
Según Gavin Flood, "la formación de las tradiciones del shivaísmo tal como las entendemos comienza a ocurrir durante el período comprendido entre el 200 a. C. y el siglo I. Según Chakravarti, Shiva saltó a la fama ya que fue identificado como Púrusha (divinidad omniotente), Rudra (divinidad para el viento, tormentas y la caza), Agni (divinidad trinitaria), Indra (rey de los dioses y señor del cielo),Prayápati (dios creador y protector de la vida), entre otros.
El shivaísmo es una tradición importante dentro del hinduismo con una teología que se relaciona predominantemente con el dios Shiva. El shivaísmo tiene muchas tradiciones diferentes con variaciones regionales y diferencias en la filosofía. No tiene orden eclesiástico, autoridades religiosas incuestionables, cuerpo gobernante, profeta o profetas, ni libro sagrado vinculante. Los hindúes pueden elegir ser politeístas, panteístas, monoteístas, monistas, agnósticos, ateos o humanistas.

### Imperio Gupta

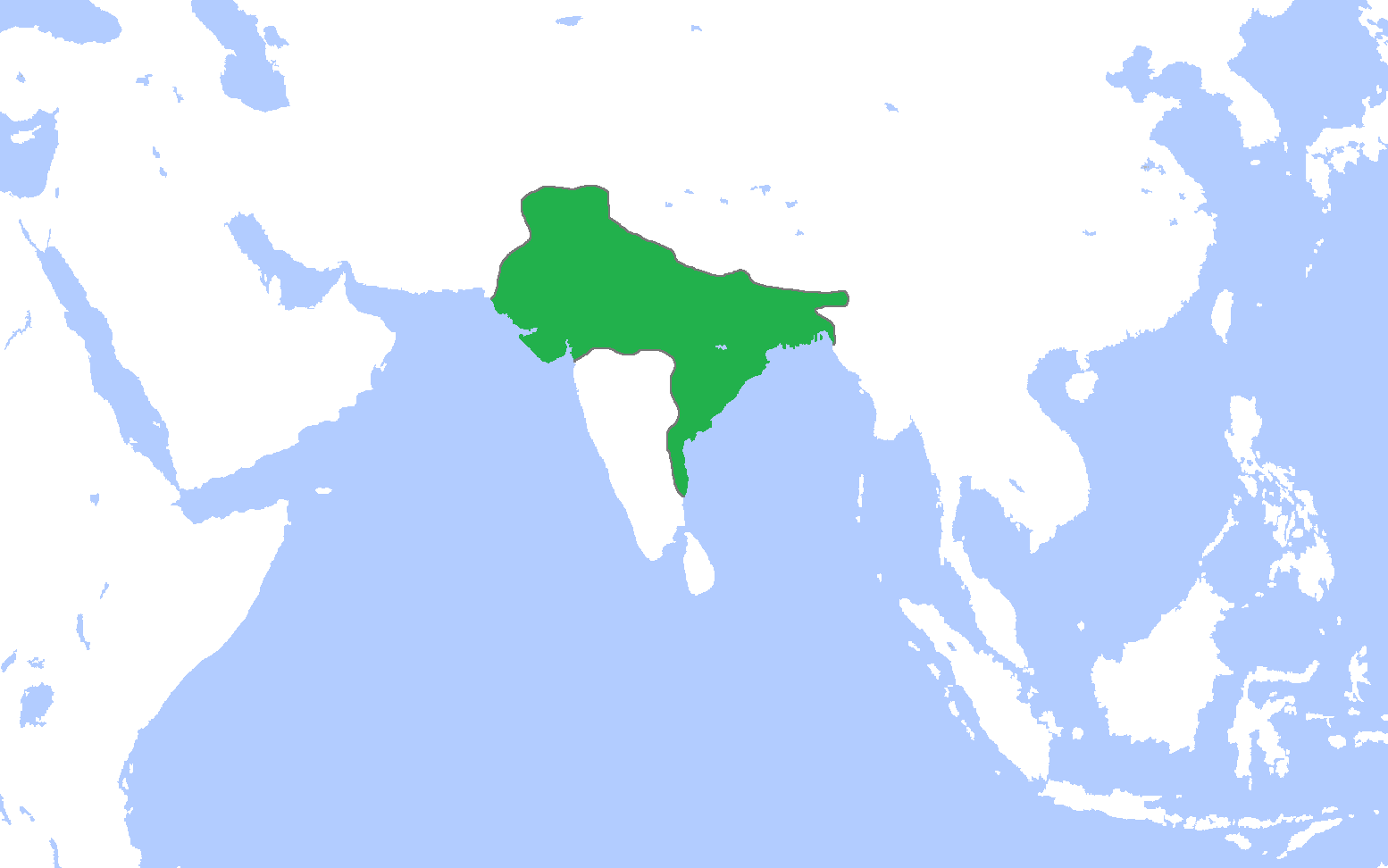
Máxima extensión del Imperio Gupta en el año 414.

La mayoría de los reyes Gupta, habían sido devotos del visnuismo, pero después de las invasiones de los hunas, especialmente alrededor del año 500, el imperio gupta comenzó un período de decadencia, se fragmentó y finalmente colapsó por completo, por lo que el visnuismo, —la religión que sus soberanos habían promovido—, quedó desacreditada. Las potencias regionales de reciente aparición en el centro y norte de la India, como los Aulikaras, los Maukharis, los Maitrakas, los Kalacuris o los Vardhanas prefirieron adoptar el shivaísmo, dando un fuerte impulso al desarrollo del culto a Shiva y su ideología de poder. El visnuismo conservó su fortaleza principalmente en los territorios que no habían sido afectados por estos eventos: el sur de la India y Cachemira.
A principios del siglo VII, el peregrino budista chino Xuanzang (Hsüan Tsang) visitó la región y en sus memorias menciona la prevalencia de los templos de Shiva en todo el norte del subcontinente indio. Entre los siglos V y XI, los principales templos shivaistas se habían construido en las regiones central, sur y este del subcontinente.

## China
El sistema de fe ortodoxo sostenido por la mayoría de las dinastías de China desde al menos la dinastía Shang (1766 aC) hasta el período moderno centrado en la adoración de Shangdi (上帝 "Dios") o el cielo como una fuerza omnipotente, incluso en la teología Zhou hay un equivalente llamado Tian (天) literalmente "cielo". Aunque en la religión china predomina el uso de "Tian" para referirse al Dios absoluto del universo, "Shangdi" sigue utilizándose en una variedad de tradiciones, incluidas ciertas escuelas filosóficas, algunas variantes del confucianismo, algunas religiones salvacionistas chinas y el cristianismo protestante. Además, es común usar este término entre las sociedades contemporáneas y seculares fuera de la China continental y como traducción no religiosa del dios abrahámico.
Este sistema de fe es anterior al desarrollo del confucianismo y el taoísmo y la introducción del budismo. Tiene características de monoteísmo en el sentido de que el Cielo es visto como una entidad omnipotente, una fuerza no corporal con una personalidad que trasciende el mundo. Shangdi parece haber gobernado una jerarquía de otros dioses que controlan la naturaleza, así como los espíritus de los difuntos. Shangdi fue probablemente más trascendental que inmanente, solo trabajando a través de los ángeles. Shangdi se consideraba demasiado distante para ser adorado directamente por los mortales.
Dinastía Shang

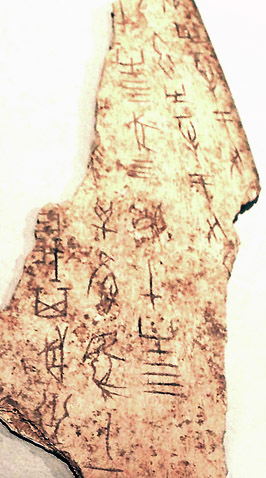
Hueso oráculo de la Dinastía Shang.

En la dinastía Shang, los reyes proclamaron que Shangdi se había hecho accesible a través de las almas de sus antepasados reales, tanto en el pasado legendario como en generaciones recientes cuando los reyes Shang difuntos se unieron a él en la otra vida. Los emperadores podrían así suplicar directamente a Shangdi, Muchas de las inscripciones halladas en huesos oraculares registran estas peticiones, generalmente rezando por la lluvia, pero también buscando la aprobación de Shangdi para las acciones de gobierno.
Dinastía Zhou
En la dinastía Zhou, Shangdi se combinó con El Cielo (天, Tiān). Shangdi ya no era solo un dios nacional, sino una fuerza moral inequívocamente buena, que ejercía su poder de acuerdo con normas exigentes. Por lo tanto, el favor de Shangdi podría perderse e incluso "ser heredado" por una nueva dinastía, siempre que se mantuvieran los rituales adecuados.
No obstante, la conexión del clan Shang con muchos rituales, significó que los nobles Shang continuaron gobernando varios lugares (a pesar de sus rebeliones) y sirviendo como consejeros de la corte y sacerdotes. El duque de Zhou incluso creó una ciudad ceremonial completa siguiendo estrictos principios cosmológicos para albergar a la aristocracia Shang y los nueve trípodes que representan la soberanía de Huaxia; luego se encargó a los Shang que mantuvieran los Ritos de Zhou. Del mismo modo, los miembros inferiores del clan Shang, devinieron en la nobleza ilustrada confuciana que asesoraba a los gobernantes Zhou sobre las normas cortesanas de etiqueta y ceremonial. Los clásicos confucianos continuaron y ordenaron las tradiciones anteriores, incluida la adoración de Shangdi.
Dinastía Han
En la dinastía Han, el influyente erudito confuciano Cheng Hsuan dictó: "Shangdi es otro nombre para el cielo". El letrado Dong Zhongshu dijo: "El cielo es la máxima autoridad, el rey de los dioses que debe ser admirado por el rey". En los textos clásicos, las dos denominaciones, Shangdi (Señor de lo Alto) y Tian (Cielo), referían a la misma divinidad.
Escritura sagrada

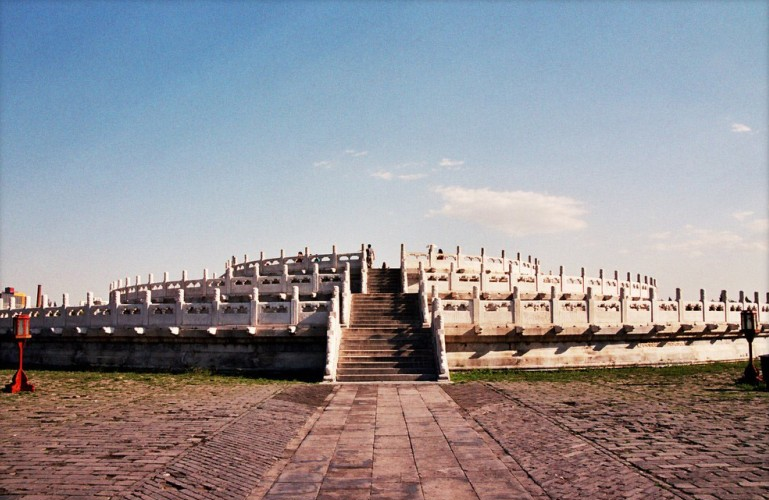
Templo del Cielo en Beijing.

En las fuentes, Shangdi se describe como el ordenante supremo de los eventos que ocurren en la naturaleza, como el viento, los rayos, los truenos, y en asuntos humanos y políticos. Todos los dioses de la naturaleza eran concebidos como sus ángeles o manifestaciones. Shangdi está presente en la religión tradicional china, que describe sus cinco ministerios (五方上帝), no recibió culto por estar fuera del alcance humano, pero ese concepto cambió por un intermediario como un antepasado necesario para transmitir las ofrendas de los vivos.
Para algunos eruditos basándose en las memorias históricas y otros textos, Shangdi era el progenitor del linaje chino, según esta interpretación, tenía profundas implicaciones políticas, porque significaba que los reyes Shang terrenales eran ellos mismos, por nacimiento, con aspectos divinos.
En el moísmo (470 aC - 391 aC) se acercaron al monoteísmo estricto, enseñando que la función de los dioses menores y los espíritus ancestrales era simplemente llevar a cabo la voluntad de Shangdi, similar a los ángeles en las religiones abrahámicas.
Época moderna 
La adoración de Shangdi y el cielo en la antigua China incluye la construcción de santuarios, el último y más grande es el Templo del Cielo en Beijing y la ofrenda de oraciones. El gobernante de China en cada dinastía china realizaba rituales de sacrificio anuales para Shangdi, generalmente sacrificando un toro completamente sano como sacrificio. Aunque su popularidad disminuyó gradualmente después del advenimiento del taoísmo y el budismo, entre otras religiones, sus conceptos permanecieron en uso durante todo el período premoderno y se han incorporado en religiones posteriores en China, incluida la terminología utilizada por los primeros cristianos en China. A pesar del surgimiento de la espiritualidad no teísta y panteísta contribuida por el taoísmo y el budismo, Shangdi todavía fue elogiado hasta el final de la dinastía Qing (1644-1912) ya que el último gobernante de los Qing se declaró "El hijo del Cielo".

## Protoindoeuropea

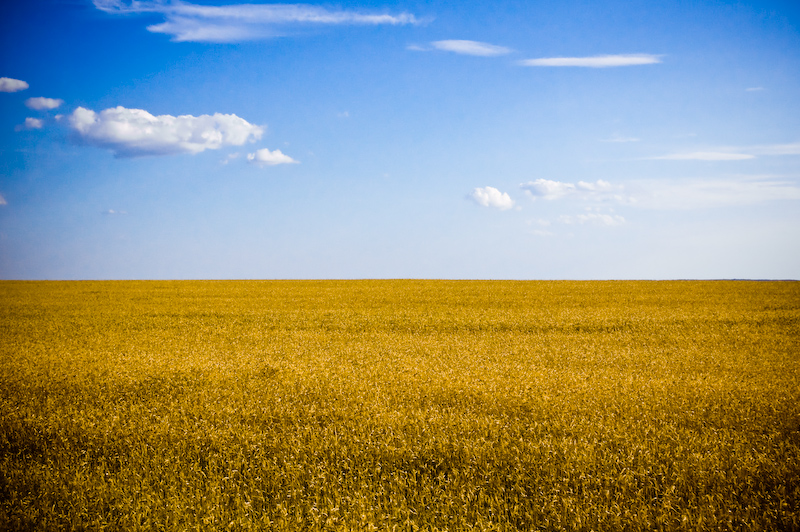
Tanto en China como en la región protoindoeuropea, veían al cielo diurno como un ente

Dyēus (lit: el cielo diurno brillante) similar a lo ocurrido en China, el cielo brillante de día era concebido como una entidad divina y la sede de los dioses. Si bien su existencia no está atestiguada directamente por materiales arqueológicos o escritos, los estudiosos consideran a Dyēus la deidad reconstruida con mayor seguridad del panteón indoeuropeo. Los protoindoeuropeos también visualizaban el sol como la "lámpara de Dyēus" o el "ojo de Dyēus".
Dyēus a menudo se empareja con * Dʰéǵʰōm, la diosa de la Tierra, y se describe uniéndose con ella para asegurar el crecimiento y el sustento de la vida terrestre; la tierra queda embarazada cuando la lluvia cae del cielo. La relación entre el Padre Cielo y la Madre Tierra también es de contraste: esta última se presenta como la vasta y oscura morada de los mortales, ubicada debajo del brillante asiento de los dioses.
A medida que evolucionaron los panteones de las mitologías individuales relacionadas con la religión protoindoeuropea, los atributos de Dyēus parecen haber sido re-distribuidos a otras deidades. En la mitología griega y romana, Dyēus era el dios principal. En la mitología turca, Tengri es retratado como el Padre Celestial, y el historiador religioso Mircea Eliade, señala que "morfológicamente" se asemeja a la de los Turko-Tártaros: supremacía del Dios celestial, ausente a la par o mayor importancia frente a otros dioses. Aunque en su mayoría pertenece a un panteón mitológico, sería una zona de transición entre el politeísmo y el monoteísmo.

## En el Levante mediterráneo

### Dios Ēl

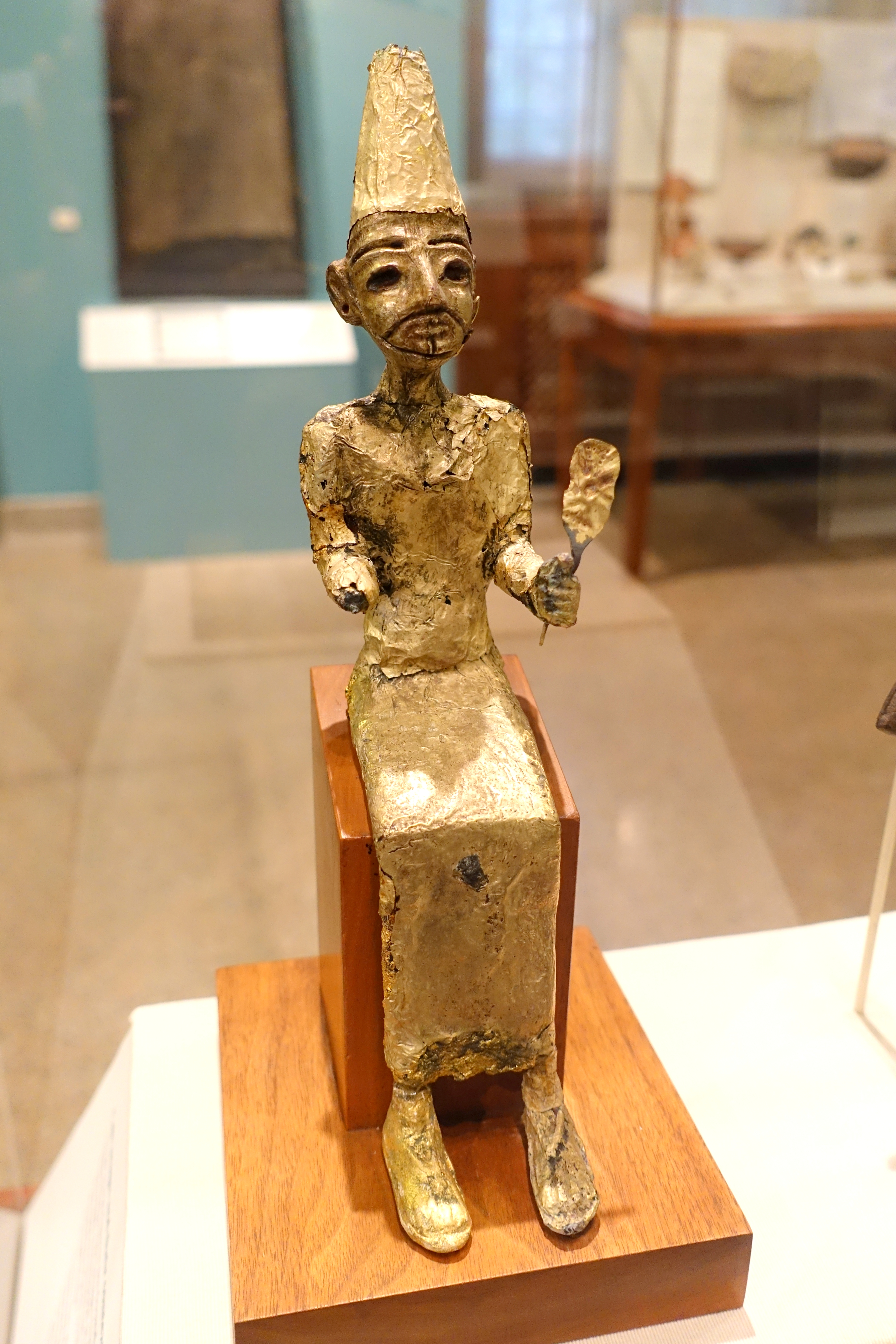
Representación del dios Ēl 1400 a. C.

En la religión cananea, Ēl era el nombre de una deidad principal, al igual que para los hablantes semíticos orientales del Período Dinástico Arcaico (2900 aC) y significaba «padre de todos los dioses» (en los hallazgos arqueológicos siempre ha sido encontrado frente a las demás deidades). En todo el Levante mediterráneo era denominado IL o Ēl, al dios supremo, padre de la raza humana y de todas las criaturas. Los sumerios tenían un dios equivalente llamado Anu. Por lo general, Ēl se representa como un toro, con o sin alas, por su fortaleza y potencia creativa, al igual que su primogénito "Hadad".
El dios egipcio Ptah recibió el título ḏū gitti 'Señor de Gath' en un prisma encontrado en Laquis que tiene en su cara opuesta el nombre de Amenhotep II (1435-1420 aC). El título ḏū gitti señala que a Ptah a menudo se le llama el Señor (o el único) de la eternidad y se piensa que puede estar conectado como epíteto con El,'olam' El Eterno. Sin embargo, en los textos ugaríticos, Ptah se identifica más bien con el dios Kothar-wa-Khasis, pero en el mandeísmo, el dios Ptahil, cuyo nombre se combina Ptah e il/el.
Ēl era conocido como sanador, el nombre Rafael o Rapha-Ēl, significa 'Ēl ha sanado' en la cultura Ugarit, esto se atestigua aproximadamente en el 1350 a. C. en una de las cartas de Amarna. En una narración se describe un banquete al que el dios Ēl invita a los otros dioses, en la fiesta Ēl se emborracha, hace un escándalo y luego cae después de buscar pelea con uno de los invitados. El texto termina con un encantamiento para la cura de alguna enfermedad, posiblemente la resaca.
Ēl vivía con la diosa Astarot (madre de todos los dioses, esposa celestial, reina del cielo) en una tienda en lo alto de una montaña (el equivalente al monte olimpo) , en cuya base se originaba toda el agua dulce del mundo, esta pareja formaba la cima del panteón. El segundo escalón estaba conformado por sus hijos, los "77 u 88 hijos con Astarot" (los cuales tienen atributos similares a los dioses Zeus, Poseidón, Hades o Tánatos). Baal era un dios prominente en este grupo, que tenía su propia sede en el Monte Zaphon (جبل الأقرع), pero con el tiempo Baal se volvió la principal deidad canaanita, por lo que Ēl se transformó en el poder ejecutivo y Baal en el poder militar de la creación. Debajo de los setenta dioses secundarios había un escalón comparativamente menor de deidades de la industria y el comercio, y un cuarto escalafón especial para los ángeles (mensajeros de los dioses). Ēl y sus hijos componían la Asamblea celestial, y cada miembro tenía una nación humana bajo su custodia, Ēl dividió a las naciones entre sus hijos.
En el arte ugarit, el dios Ēl era representado como un patriarca barbudo, muy bebedor de vino en festines y soltero. Esto podría aludir que el dios no habitaba en templos hechos por hombres. Aparte de ser juez, Ēl podía sanar, como cuando curó a su hijo Kirta, incluso el dios Baal pide que sane a uno de sus siervos, a Danel que significa; "Ēl es juez". En las tablas de Ugarit, es llamado Bny Bnwt, que significa ‘creador de todas las cosas’, donde es retratado como un dios frío y distante. Las representaciones de Ēl se han encontrado en las ruinas en la hoy Siria, que data del 2300 a. C. En algún momento de la historia pudo haber sido un dios del desierto, pues un mito narra que tuvo dos esposas y que con ellas y sus hijos construyó un santuario en el desierto. El también era llamado «el bondadoso», «el compasivo» y como tal, «el Altísimo».
Su esposa primaria fue Astarot o Asera, representada en los santuarios cananitas con plantas ornamentales. Pero tuvo otra esposa: Anat hermana de Baal, esta última, era llamada «la amante de los dioses» (diosa de la fertilidad). Para los cananeos Ēl era el padre de la «divina familia» y presidente del celestial.
En Canaán, el rey era nombrado «siervo de Ēl», esto describía el estatus de los reyes antiguos como ejecutores de la voluntad divina. En mujeres era Adama, Adama era una diosa de la agricultura.
La unión entre los dioses y las mortales era muy común en la época, en el mundo antiguo se creía que los miembros de las clases dirigentes eran hijos de los dioses.
* Véase también: Nombres que aluden a Ēl.

### Dios Yahweh

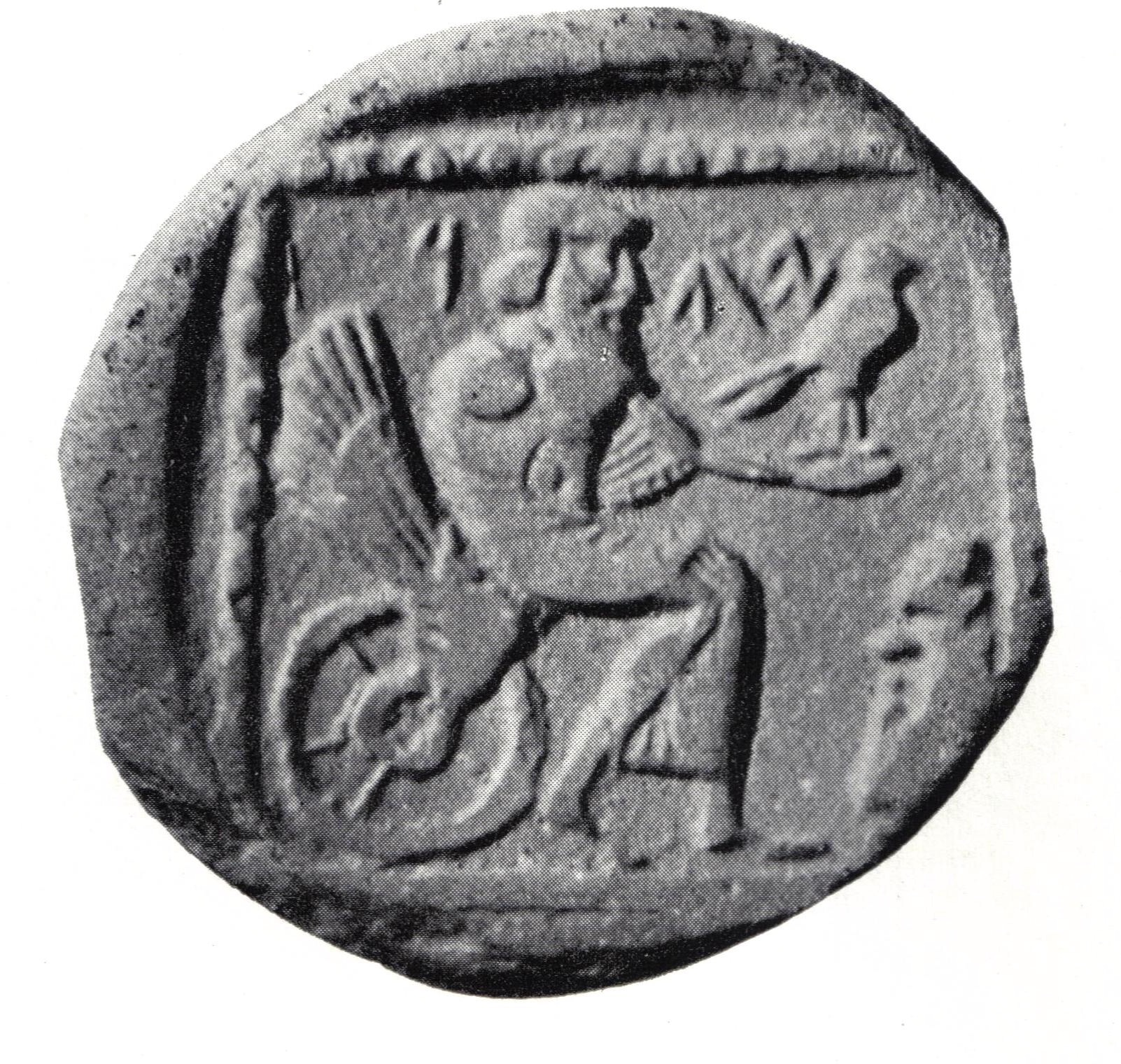
Representación del dios Yahweh en el a. C.

Hay consenso entre los estudiosos de que el culto al dios Yahweh ya existía a comienzos de la Edad del Hierro, e incluso puede rastrearse en la Edad del Bronce. En cuanto al ámbito geográfico, es un dios propio de los cananeos de la región conocida como Edom y el Sinaí, pero Yahweh no parece haber integrado el panteón original. Las menciones más tempranas de Yahweh se encuentran en textos egipcios que hacen referencia a un lugar de nombre similar asociado con los nómadas Shasu de la transjordania sur, podría estar asociado al dios lunar Yah/Yarij, también es posible que su nombre haya sido un epíteto del dios Ēl, incluso unas tablillas de barro del siglo XV a. C. encontradas en Ugarit utilizan el epíteto YW para referirse a un dios del mar llamado Yam "hijo de El".
 Según la Torá, Moisés era un hebreo que pasa toda su vida en Egipto, luego en el monte Sinaí se le aparece el dios de Israel que se identifica como Yahveh y le entrega los Diez mandamientos.
Hay un apoyo considerable pero no universal, a la pregunta de quién llevaría de Egipto a Yahweh; la hipótesis, muy apoyada por la comunidad, sostiene que los comerciantes ceneos llevaron a Yahweh a través de las rutas de caravanas entre Egipto y Canaán.
En cuanto al nombre, una teoría sostiene que la palabra Yahweh está basada en la raíz hebrea HYH/HWH, que significa "causa para existir," una abreviatura de "Ēl, quien crea las huestes", en referente a la hueste celestial, pero la evidencia es insuficiente. La aparición más antigua que se conserva de Yahweh es el nombre de un lugar, "la tierra Shasu de Yhw", en una inscripción egipcia del tiempo de Amenofis III (1402-1363 aC), donde los Shasu eran nómadas del norte de  Arabia. En este caso, la etimología más plausible de Yahweh puede ser la raíz HWY, que significaría "ello sopla", algo apropiado a una divinidad climatológica. En Éxodo 15:8 y 10, Yahweh se representa como dios de las tormentas.
Israel emerge en los registros históricos en las últimas décadas del siglo XIII a. C. en el final de la Edad de bronce tardía cuando el sistema cananeo de ciudades-estado estaba terminando, el punto de adoración más temprano en Israel es un altar al aire libre en las colinas de Samaria, y datan del siglo XII a. C. se trata de un toro de bronce que recuerda al dios Ēl y lugares similares donde se realizaban sacrificios, festivales, ritos y disputas legales. Incluso la palabra "Israel" está basada en el nombre Ēl más que en Yahweh y su significado probable sería "Pueda reinar Ēl" o alguna otra oración que envolviera dicho nombre.
Después del siglo IX a. C. las tribus fueron reemplazadas por estados nacionales étnicamente relacionados, como Israel, Judá, Moab, Amón y otros, cada uno con su dios nacional (esto era inusual en el antiguo cercano Oriente pero no excepcional: Assur era el dios superior adorado por los asirios). Así, Chemosh era el dios de los moabitas, Milcom el dios de los amonitas, Qos el dios de los edomita, y Yahweh el dios de los israelitas (no hay mención de algún dios para Judá). Inicialmente veneraban y promovían a su dios principal, pero también rendían culto a una variedad de dioses y diosas de su herencia cananea, incluyendo a Ēl, Asherah y Baal. En cada estado, el rey era además el sumo sacerdote de la religión nacional, y por tanto el representante en tierra de su dios principal.
En ocasiones los israelitas utilizaban el término Ēl para referirse a Yahveh, dado que ese era el término con que se denominaba a Dios, por lo tanto "Ēl" es una palabra genérica (Dios) que puede ser usada para cualquier dios, incluyendo Baal, Moloc o Yahweh. Los israelitas tomaron a Ēl como título y Yahweh como nombre propio.

Me revelé a Abraham, a Isaac y a Jacob como Ēl Shaddāi, pero no me conocían por mi nombre Yahweh.
Exodo 6:3

Con el tiempo, Ēl se degradó a deidad o incluso ídolo, fortaleciendo la posición de Yahweh como dios nacional, absorbiendo los rasgos de Baal, El y Astarot (esposa de Ēl). Astarot en principio era venerada como consorte de Yahweh o incluso su madre. En colonias de Elefantina Yahweh pudo presentarse junto con Anat (esposa de Baal) como su consorte en el siglo V a. C. Ishtar era venerada en Israel, posiblemente a título de Astarot.
Al principio, Israel era politeísta y la adoración de Baal y Yahweh coexistió en un período temprano de la historia de Israel, ya en el siglo IX a. C. el Reino de Israel era un estado teocrático y practicaba el monolatrismo, primero rechazando la veneración de Baal, aunque con sectores fraccionados.
En el siglo VIII a. C. el imperio asirio ataca y se apodera del Reino de Israel, eso provocó un gran flujo de personas que se refugiaban al sur. Después, Asiria se dirige al Reino de Judá donde la hace un estado vasallo. Para finales de siglo, en los sellos se dejó de imprimir símbolos como la luna o el sol, y en su lugar solo llevaban nombres, una posible transición del politeísmo cananeo a la monolatría del yahvismo. Aunque en Judá no creían que Yahweh era único, sí era el único que el pueblo de Judá debía seguir, haciendo el pasaje del monolatrismo al monoteísmo. Algunos eruditos fechan el inicio del monoteísmo en el siglo VIII a. C. y lo ven principalmente como una respuesta al imperialismo asirio.
A través de los siglos VIII al VI a. C. se prohibió las creencias a los demás dioses, eliminando la adoración al sol, lugares sagrados, prácticas mortuorias, entre otros. Hacia el siglo VII a. C.Yahweh era considerado como el supremo dios del universo, habiendo absorbido los rasgos de divinidades anteriores, apropiándose de muchos de los títulos antiguos de otros dioses, tales como; Bel (Amo/Señor), El Shaddai (Ēl de los desiertos y montañas), Ēl Elyon (Ēl Superior), Ēl (el juez, el justo, el eterno, el creador, Dios), entre otros, e Ishtar y Astarté (Rey de los cielos).

Así dice el Dios «Ēl» Yahweh...
¡Yo soy Yahweh, este es mi nombre! mi gloria a otro nombre no daré, ni mi alabanza a imágenes o esculturas.
Isaías 42:9

Así dice Yahweh, Rey de Israel y su Redentor, Yahweh de los ejércitos: Yo soy el primero, y yo soy el ultimo, y fuera de mí no hay Elohim. (Isaías 44:6). Así dice Yahweh, tu redentor, que te formó desde el vientre: Yo Yahweh, que lo hago todo, yo solo extiendo los cielos, extiendo la tierra.
Isaías 44:24

## Zoroastrismo
Se cree que las raíces del zoroastrismo surgieron de un sistema religioso indo-iraní prehistórico común que se remonta a principios del segundo milenio antes de la era común. Muchos historiadores modernos piensan que el mismo profeta Zoroastro, aunque tradicionalmente data del siglo VI a. C. fue un reformador de la religión politeísta iraní que vivió en el siglo X a. C. El zoroastrismo como religión no se estableció firmemente hasta varios siglos después. El zoroastrismo entra en la historia registrada a mediados del siglo V a. C.
Las Historias son una fuente primaria de información sobre el período temprano de la era aqueménida (648-330 aC), en particular con respecto al papel de los magos. Según Heródoto, los magos eran la sexta tribu de los medos (hasta la unificación del imperio persa bajo Ciro el Grande, todos los iraníes eran denominados "medos" por los pueblos del mundo antiguo) y ejercían una considerable influencia en las cortes de los emperadores medos.
Tras la unificación de los imperios medo y persa en el 550 aC, Ciro el Grande y más tarde su hijo Cambises II redujeron los poderes de los magos después de que intentaron sembrar una disidencia tras su pérdida de influencia. En el 522 aC, los magos se rebelaron y crearon un aspirante rival al trono. El usurpador pretendía decir el hijo menor de Ciro II (Esmerdis), que tomó el poder poco después, y su gobierno fue reconocido por el pueblo persa, los medos y las naciones vecinas, especialmente porque concedió una condonación de impuestos por tres años.
Darío I y los emperadores aqueménidas posteriores reconocieron su devoción a Ahura Mazda y continuaron el modelo de coexistencia con otras religiones. No hay conclusión si Darío era un zoroastriano, debido a que el culto a Ahura Mazda no exclusivo del zoroastrismo.
Según la leyenda zoroástrica, muchos textos sagrados se perdieron cuando las tropas de Alejandro Magno invadieron Persépolisy posteriormente destruyeron la biblioteca real allí. La Bibliotheca histórica de Diodoro Sículo, que se completó alrededor del 60 aC, parece corroborar esta leyenda zoroástrica. Según un examen arqueológico, las ruinas del palacio de Jerjes tienen evidencia de haber sido quemado. Si existió realmente una vasta colección de textos religiosos sería cuestión de especulación, pero es poco probable.
Las conquistas de Alejandro desplazaron en gran medida al zoroastrismo con creencias helenísticas, aunque la religión continuó practicándose muchos siglos después de la desaparición de los aqueménidas en la Persia continental y las regiones centrales del antiguo Imperio aqueménida, especialmente Anatolia, Mesopotamia y el Cáucaso. No fue hasta el final del Imperio parto (247 a. C.-224 d. C.) en el que el zoroastrismo recibiría un renovado interés.
Tradicionalmente desde el siglo VI a. C. los zoroastrianos han creído en la supremacía de una deidad principal, Ahura Mazda como el "Hacedor de todo" y el primero antes que todos los demás,  
El zoroastrismo no es estrictamente monoteísta ya que tiene una cosmología dualista con Ahura Mazda, la fuerza del bien, en constante lucha con Angra Mainyu, la fuerza del mal, aunque el bien finalmente vencerá al mal.

## Judaísmo
El judaísmo fue la primera religión en concebir el concepto de Dios como persona, con características humanas (tales como enojo, celos, intención, códigos morales, entre otros) en el contexto de una deidad principal. La creencia ética, que sostiene que la moralidad proviene de Dios, y que sus leyes y promesas a la humanidad no cambian, ocurrió por vez primera en el judaísmo, pero hoy en día es un principio básico de la mayoría de las religiones monoteístas modernas.
Según la tradición judía, el monoteísmo era la primera religión de la humanidad, quien Dios mismo da en mandato a Adán y Eva (religión adánica). Los teólogos abandonaron en gran medida ese pensamineto en el siglo XIX a favor de una progresión evolutiva y el creciente conocimiento a la cultura. El orientalista André Lemaire sostiene que no hay indicios de que el yahvismo primitivo fuese monoteísta, sino más bien monolátrico y anicónico (sin representaciones figurativas), manifestándose mediante sacrificios ofrecidos en un santuario con altar, estelas y un matorral sagrado.

## Roma
La religión en Roma consistía en un conjunto de cultos en lugar a un solo cuerpo de doctrinas. Había dos clases: la del hogar, que unían a la familia, y la pública, que estimulaban el patriotismo y el respeto al Estado, y en la época imperial se añadió el culto al emperador. Roma como tal, era una entidad gigante multicultural y étnica. Los romanos les atraía las demás culturas y toleraba las religiones extranjeras, los romanos acogieron los dioses griegos y egipcios de manera espontánea. Los nuevos asentamientos dominados por Roma seguían con sus tradiciones y no se les imponía en que creer, solo tenía que rendir tributo a Roma. La religión era contractual, pues las plegarias y ofrendas se hacían a manera de pacto, es decir, recibir favores, si el creyente percibía que la divinidad no cumplía, dejaba de creer (apostasía).
Durante la noche del 19 de julio del 64 AD se produjo el gran incendio de Roma que devastó la ciudad. El fuego se inició en el sureste del Circo Máximo, donde se localizaban unos puestos que vendían productos inflamables y se extendió rápidamente. No está claro cuál fue la causa del incendio, sin embargo historiadores como Suetonio (70-130) y Dion Casio (155- 235) se inclinaron a pensar que Nerón causó el incendio para reconstruir la ciudad a su gusto. 
A raíz del incendio, Nerón desarrolló un nuevo plan urbanístico dentro del cual proyectó la construcción de un palacio, en unos terrenos que el fuego había despejado. Para conseguir los fondos necesarios, el emperador aumentó los impuestos de las provincias. El historiador Tácito (año 55-120) en el siglo II relata que tras el incendio, la población buscó a quien culpar para desatar su ira y empezaron a circular rumores que Nerón era el responsable. Para alejar su culpa, este acusó a los nuevos judíos "cristianos" y ordenó que fuesen castigados, eso supuso una gran prueba, siendo declarados “enemigos del pueblo”. El historiador Suetonio dijo que [de los nuevos judíos] era una creencia peligrosa para la estabilidad del Imperio. Los romanos creían que los nuevos judíos cometían crímenes espantosos; mataban niños, eran caníbales. Había incluso quienes creían que eran los únicos responsables de los desastres naturales, al enfadar a los dioses tradicionales.
El emperador Trajano (53-117) dijo; los cristianos no deben ser culpados por acusaciones anónimas, si ellos (los cristianos) se retractan y adoran a los dioses, deben ser liberados. Sin embargo, en el circo romano cantaban cuando estaban enfrente de los leones, rezaban cuando iban a ser ejecutados y no mostraban arrepentimiento de sus acciones. Al contrario de lo que se pretendía, los cristianos aumentaron su fuerza, y en época de crisis era la comunidad más unida que se ayudaba así misma, lo que atrajo muchos adeptos.

### Culto al Sol

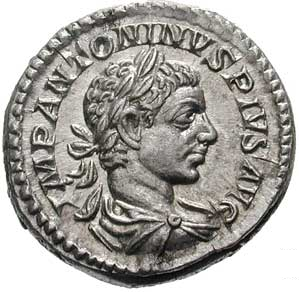
Heliogábalo impulsó el monoteismo en Roma con la frase “un dios, un imperio”. El Sol Invictus era el dios supremo y el emperador era su sumo sacerdote.

El emperador Sexto Vario Avito Basiano, conocido como Heliogábalo, era el sumo sacerdote del dios sirio El-Gabal (en árabe: إله الجبل ilah al-Jabal, dios de la montaña) este dios llalamdo Heliogábalos por los griegos (Ἐλαγάβαλος Elagábalos) y Heliogábalo por los romanos, fue asimilado al dios sol romano y llegó a ser conocido como Sol Invictus. Cuando Heliogábalo subió al trono adoptó el nombre de su deidad y trajo su imagen de culto de Emesa, Siria a Roma, promocionó su deidad nativa como la más poderosa y degradó al resto del panteón romano, construyó el Templo Elagabalium centro religioso al dios Sol donde el emperador era el Sumo Sacerdote, tales reformas terminó con su asesinato en el 222. Aunque su reinado duró solo 4 años, fue suficiente para causar un gran impacto. 
Casi medio siglo después de Helagábalo, Aureliano llegó al poder (la familia Aurelia estaba asociada con el culto de Sol). Fue un reformador, fortaleciendo la posición del dios Sol como la principal divinidad del panteón romano; incluso construyó un nuevo templo dedicado a la deidad. Aureliano reformó el sacerdocio, anteriormente los sacerdotes de Sol tendían a pertenecer a rangos inferiores de la sociedad, ahora eran miembro de la élite. También se cree que pudo haber sido responsable de establecer el festival del "día del nacimiento del sol invicto" ("Dies Natalis Solis Invicti"), el 25 de diciembre donde realizaban banquetes y se compartían regalos, dando cierre a las Saturnales. La idea de "un dios, un imperio"; era dar a todos los pueblos del Imperio, civiles o soldados, orientales u occidentales, un único dios en el que pudieran creer sin traicionar a sus propios dioses. El escritor Lactancio argumentó que Aureliano habría proscrito a todos los demás dioses si hubiera tenido tiempo suficiente, pero sólo consiguió mantener el puesto de Emperador durante cinco años.
Los emperadores representaban al Sol invictus en sus monedas oficiales, con una amplia gama de leyendas, que afirmaba que el "Sol Invicto" era el compañero del Emperador, utilizado con especial atención. frecuencia por Constantino.
El 3 de marzo del 321, Constantino I legisló el día de descanso en el día del Sol dies Solis (domingo), a excepción de trabajos necesarios y que no pueden dar espera, como la agricultura.

### Diocleciano
Durante su decaimiento, el poder y la unidad en Roma fue menguando y su cultura se fue fracturando, al igual que su territorio. A un momento crítico se le conoce como; la crisis del siglo III. El emperador Diocleciano nota que Roma ya es muy vasta para estar bajo una sola persona, así que divide el Imperio en 4 regiones (Tetrarquía) cada una con su coemperador al mando, con esto y una serie de reformas, Roma se estabiliza, y cada región ve la religión a su manera. Diocleciano era un hombre prestigioso, habilidoso militar ganador de batallas en Persia, Gran Bretaña, África y Egipto, como político, fue proclamado emperador a la edad de 40 años y durante su reinado (22 años) Roma fue estable y su gobierno tenía una gran fortuna, desde Marco Aurelio no se había visto al imperio de tal manera.

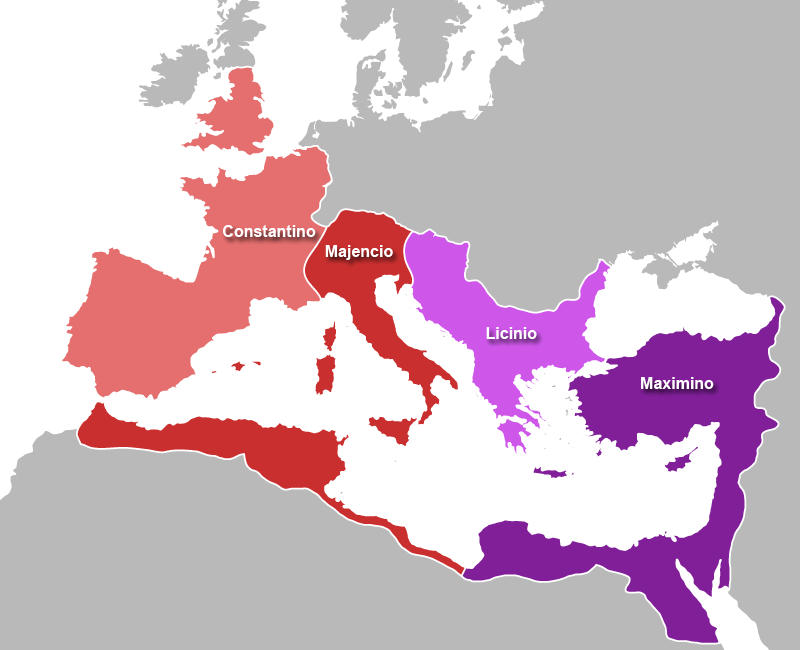
Tetrarquía de Diocleciano

La idea de división de poderes no era nueva, pues el Emperador Caro ya había decidido gobernar junto a sus hijos, sin embargo, Diocleciano no tenía hijos varones, así que gobierna junto con su compañero y oficial, el coemperador Maximiano.
Diocleciano como máximo jefe, tenía su residencia habitual en Nicomedia (hoy İzmit) en las costas del mar de Mármara, Turquía (No le agradaba Roma, la capital imperial).  A finales del 303 asiste a Roma para celebrar su vigésimo año de reinado (60 años de edad), entonces allí se asombra del poderío de la antigua Roma. El gobernante siempre aparecía adornado con oro y espléndidas joyas, era el «descendiente de Júpiter», una figura equiparable a los dioses, pero su estancia no fue satisfactoria, esa parte del imperio era inestable y denigraban a sus gobernantes. Diocleciano sufrió en carne propia ese rechazo, temeroso de una revuelta y deprimido, decidió abandonar la ciudad de repente y volver a su residencia habitual, incluso en pleno invierno, con lo que el frío y las lluvias agravaron su salud.
A su llegada, se encerró en su palacio, mientras el pueblo estaba a la expectativa y en suspenso por la posibilidad que falleciera. Cuando se presentó ante su corte, estaba trastornado y decide retirarse como emperador. Algunos interpretaron la enfermedad como castigo divino, pues hace un año había promulgado un edicto contra los cristianos y había ordenado que fueran perseguidos.
Diocleciano sumido en la depresión y la enfermedad posiblemente se suicidó, unos dicen que tomó veneno y otros que se ahorcó, la opinión mayoritaria fue que simplemente se dejó morir de tristeza. Diocleciano murió en el 311 a los 68 años, casi diez desde su retiro voluntario.
Guerra de coemperadores
Tras la renuncia del emperador, se cae la tetrarquía y los coemperadores empiezan una guerra civil para quedarse con el poder. Como estrategia política, el coemperador Maximino quiso casarse con Valeria, único descendiente de Diocleciano, pero ella se niega, como castigo, las propiedades le fueron confiscadas y con su madre fueron condenadas al destierro.
Al oriente, coemperador Maximino hace una alianza con el coemperador Majencio, esto enfurece a su vecino, el coemperador Licinio que lo derrota en la Batalla de Tzirallum. Al occidente, el coemperador Constantino , derrota al coemperador Majencio en la Batalla de Turín.
Después de una serie de disputas entre los coemperadores Constantino y Licinio (cuya esposa era Constancia, hermana de Constantino) se realiza una tregua, pero cuando Licinio alcanzó los 74 años de edad, Constantino declara la guerra a Licinio y lo derrota en la Batalla de Crisópolis. En pedido de su hermana, Constantino perdona la vida de su cuñado y su sobrino (Licinio II) con arresto domiciliario. Constantino achaca que Licinio quiere realizar una revuelta y lo ejecuta un año después, en cuanto al sobrino se dice que fue forzado a la esclavitud o Constantino lo mandó a matar.
Con la desaparición del hijo de Licinio como único heredero, Constantino se convirtió en el único emperador del Imperio romano.

### Constantino

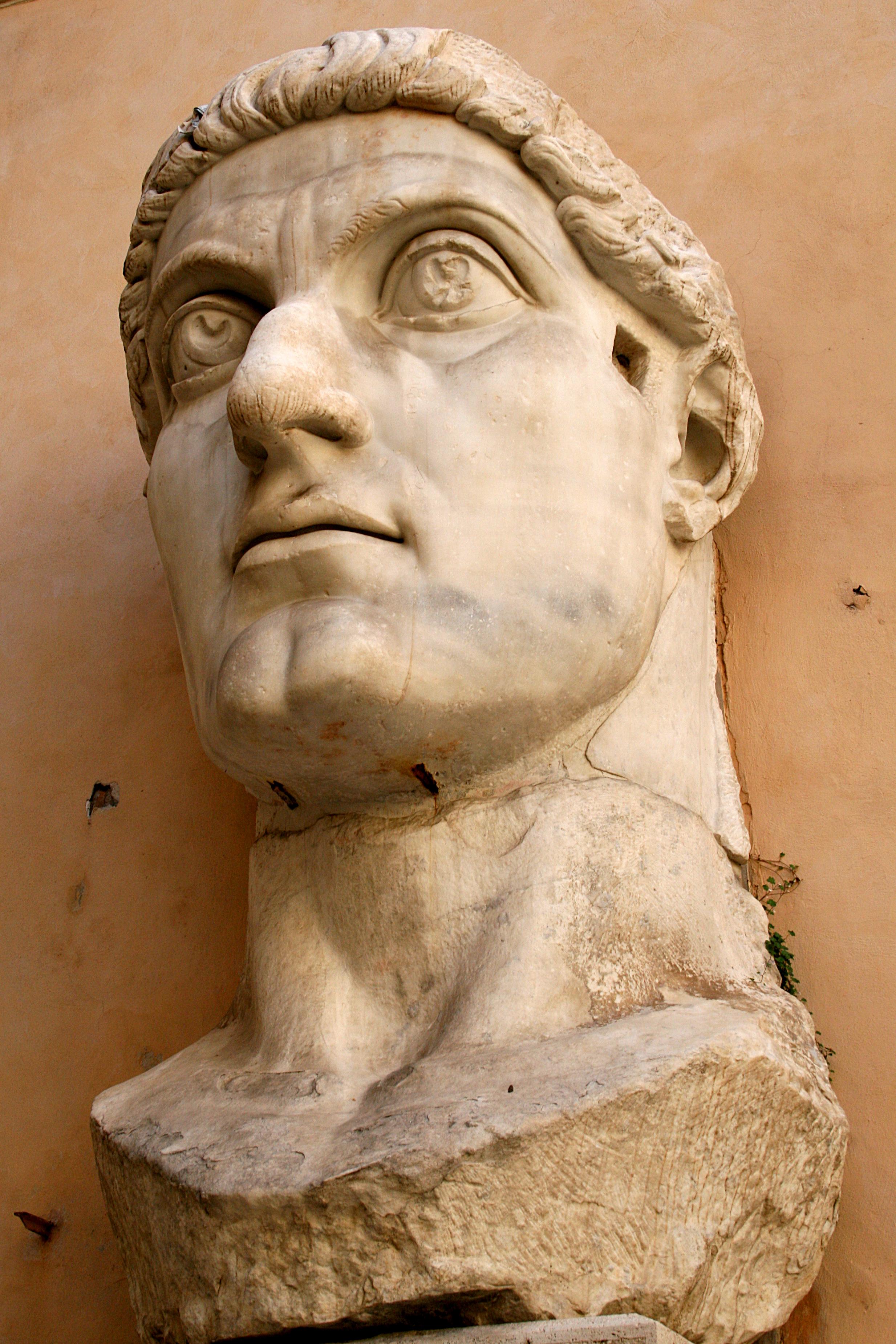
Constantino convierte al cristianismo en una religión legal del Imperio

Desde el Emperador Trajano en el año 50, hasta que se firmó el Edicto de Milán en el 325, los cristianos eran perseguidos, sus posesiones eran quitadas y sus lugares de culto eran quemados, en especial durante la emperador Diocleciano que quería volver a la poderosa Roma de la antigüedad con creencias y todo, pero tras su retirada ese proyecto fracasó y el emperador que lo sustituyó, Constantino (285-337) eliminó el decreto anticristiano .
El 19 de junio del 325, Constantino intervino en una discusión entre cristianos sobre Jesús y Dios (véase arriano y trinitario) . Para tomar una decisión, el emperador reúne a los líderes religiosos en el llamado Concilio de Nicea, cerca de Estambul. El objetivo de dicha reunión no era imponer al cristianismo como una de las religiones del estado, era alcanzar un acuerdo mutuo entre cristianos acerca de Jesús. Tras presentar sus posturas, Constantino llega al siguiente término;

Dios es uno , el Padre, Jesús es el Hijo de Dios, siendo una sustancia con el padre.
Constantino I, Concilio de Nicea

Con esta definición firmada por el emperador, se suspendió las persecuciones contra cristianos. La vida de los cristianos dio un giro radical de la noche a la mañana y el emperador obtuvo todo el respaldo de los creyentes.
Constantino traslada la capital imperial a Bizancio y tras una remodelación la llama Constantinopla (en latín: Constantino\polis -ciudad-), era el centro político y cultura romano tanto para cristianos como los no cristianos. Constantino elevó a los cristianos de perseguidos a protagonistas políticos colocándose él mismo a la cabeza como máximo jefe religioso y político, convirtiendo a Roma en estado confesional, los líderes cristianos eran representantes y aliados del imperio. En su lecho de muerte, Constantino fue bautizado bajo la religión cristiana.
En 361 el emperador Juliano, fiel seguidor de su religión ancestral, expulsa a los cristianos del poder, corta el presupuesto dado por el estado y recuperó monumentos tradicionales, ganó varias batallas, pero fue asesinado en una de ellas.

### Teodosio

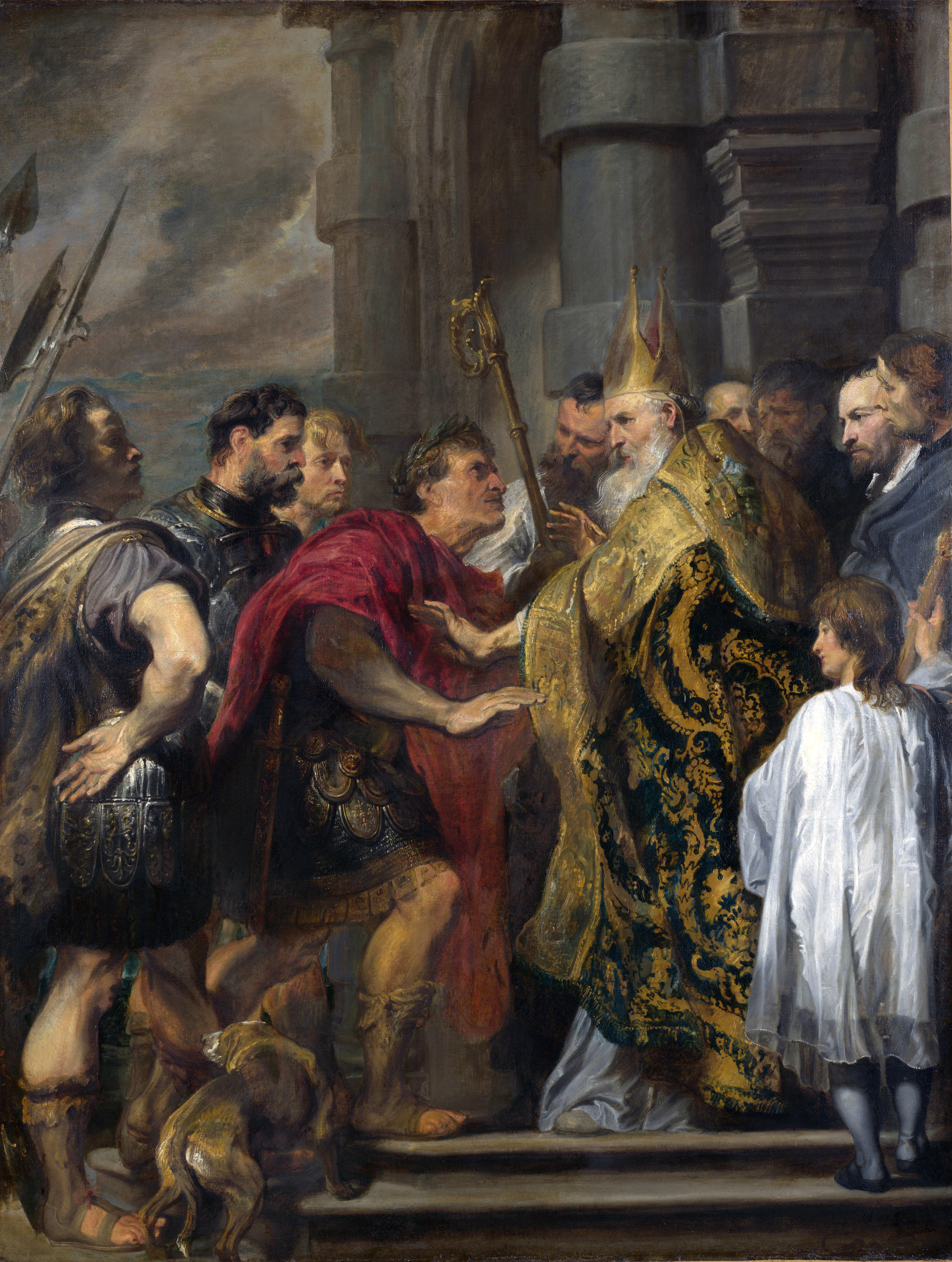
Pintura del trato entre el emperador y el obispo Ambrosio

El emperador Teodosio, vuelve a lo establecido por Constantino y le otorga a sus partidarios un enorme poder tanto en la iglesia como en el gobierno, por ejemplo al obispo Ambrosio de Milán. En Grecia, Teodosio envía tropas para eliminar un motín público, pero miles de civiles romanos son asesinados por su gobierno en la masacre de Tesalónica. Avergonzado por ese acto, el emperador enfrenta la opinión pública y el obispo Ambrosio acepta eliminar los pecados del emperador, pero si este se somete a penitencia. Como trato, la iglesia ejerce mayor dominio y autonomía sobre el imperio. Aunque parezca una derrota hacia el emperador, la Iglesia se había convertido en una herramienta muy poderosa para el estado.
El 27 de febrero del 380, el emperador Teodosio (347-395) firmó el edicto de Tesalónica, un decreto por el cual impuso el cristianismo a los ciudadanos romanos, y quienes no lo practicaran eran castigados. Los cambios religiosos se produjeron de manera inmediata en las grandes poblaciones de Roma, pero tardaron en llegar a los lugares más alejados y menos poblados, las zonas rurales eran llamadas pagus y sus habitantes paganos.
El imperio en su conjunto entra en declive máximo, y tras la muerte de Teodosio, se inicia una sucesión entre sus hijos Arcadio (hereda la parte oriental) y Honorio (la parte occidental). Pero la crisis continúa en el Nuevo Imperio Occidental y desaparece en el 476, fecha en la que inicia la Edad Media, es allí donde la Iglesia alcanza su poderío en asuntos de estado. La institución romana adapta los templos paganos con el conjunto de dioses ancestrales y los absorbe para captar cada vez más creyentes, juntándolos en una sola fe, el Cristianismo.

## Arabia
La religión de la antigua Arabia predominaba el politeísmo basado en la veneración de deidades y espíritus. La adoración se dirigió a varios dioses y diosas incluidos; Hubal, Al-lat, Al-Uzza y Manat, con santuarios y templos como el Kaaba en La Meca. Un gran número de deidades no tenían nombres propios y eran referidos por títulos que indicaban una cualidad, relación familiar o lugar. A la par de los dioses y espíritus benevolentes, también tenían seres malévolos que hacían guiar a las personas por mal camino. Una de las características del panteón de la antigua Arabia era que carecían de texto sagrados que explicaran el origen o la historia de sus divinidades, muchas contaban con epítetos, pero no conocían el por qué los habían adquirido.
Los panteones árabes van desde reinos, pasando por ciudades-estado hasta grupos de tribus.  Las tribus, pueblos, clanes, linajes y familias también tenían sus propios cultos. Se ha sugerido que tal estructura del mundo divino reflejaba la sociedad de la época.
Las creencias y prácticas religiosas de los nómadas eran distintas de las de las tribus asentadas en ciudades. Se cree que los sistemas de creencias y prácticas religiosas nómadas estaban conectados principalmente con preocupaciones y problemas inmediatos y no consideraron cuestiones filosóficas como la vida después de la muerte. Los árabes asentados en las urbes tenían un panteón complejo, mientras aquellos que vivían en áreas dispersas (como en oasis) hacían una peregrinación a una ciudad o tenían un panteón simple e inestable.